# Pelourinho de Pinhovelo
O Pelourinho de Pinhovelo localiza-se na freguesia de Amendoeira, no município de Macedo de Cavaleiros, distrito de Bragança, em Portugal. Este pelourinho encontra-se classificado como Imóvel de Interesse Público desde 1933.